# Bernabé Ferreyra
Bernabé Ferreyra (12 lutego 1909 – 22 maja 1972) – piłkarz argentyński, jeden z pierwszych zawodowych piłkarzy w argentyńskim futbolu którzy osiągnęli tak dużą popularność, że doprowadziła ona do powstania filmu biograficznego.
Ferreyra urodził się w mieście Rufino leżącym w prowincji Santa Fe. W 1927 roku, jeszcze w czasach ligi amatorskiej, rozpoczął grę w klubie Tigre (uprzednio od 1919 roku szkolił się w trzecioligowym wtedy klubie Jorge Newbery z miasta Junín). W 1932 roku przeszedł za niebotyczną wtedy sumę 32 000 $ do River Plate, gdzie grał do końca swej kariery w 1939 roku.
W czasie swej kariery zyskał sobie dwa przydomki – moździerz z Rufino z powodu bardzo silnego strzału oraz La Fiera (co znaczy dziki zwierz).
W swojej karierze mierzący 172 cm i ważący 73 kg Ferreyra wraz z klubem River Plate trzykrotnie został mistrzem Argentyny – w 1932, 1936 i 1937. W roku 1932 zdobył 43 bramki i został królem strzelców (był wtedy najlepszym strzelcem w całej Ameryce Południowej). Grał w reprezentacji Argentyny, jednak nigdy nie zagrał w mistrzostwach świata. W Copa América zadebiutował w 1937 roku i od razu zdobył mistrzostwo Ameryki Południowej. Jak się potem okazało – był to pierwszy i ostatni występ Ferreyry w tej imprezie.
Ferreyra jest jednym z nielicznych piłkarzy zawodowych w historii Argentyny, który ma średnią liczbę goli w meczu większą od 1 (w 197 meczach zdobył 206 bramek). Jego sława strzelecka osiągnęła taki poziom, że gazeta Crítica wyznaczyła nagrodę dla bramkarza, który grając przeciwko Ferreyrze nie straci bramki.
W 1936 roku pojął za żonę Juanitę i miał z nią dwoje dzieci – Bernabé Daniela i Carlosa Alberto. Karierę piłkarską zakończył bardzo wcześnie – w wieku 29 lat.